# Hippopsicon densepuncticolle
Hippopsicon densepuncticolle là một loài bọ cánh cứng trong họ Cerambycidae.